# Checoslovaquia en los Juegos Olímpicos de Sankt Moritz 1928
Checoslovaquia estuvo representada en los Juegos Olímpicos de Sankt Moritz 1928 por un total de 25 deportistas que compitieron en 5 deportes.  

## Medallistas
El equipo olímpico checoslovaco obtuvo las siguientes medallas:
| Nombre         | Deporte         | Competición       |
| -------------- | --------------- | ----------------- |
| Oro            |                 |                   |
| —              |                 |                   |
| Plata          |                 |                   |
| —              |                 |                   |
| Bronce         |                 |                   |
| Rudolf Burkert | Saltos en esquí | Trampolín largo M |